# USS Richard W. Suesens (DE-342)
USS Richard W. Suesens (DE-342) là một tàu hộ tống khu trục lớp John C. Butler từng phục vụ cùng Hải quân Hoa Kỳ trong Chiến tranh Thế giới thứ hai. Nó là chiếc tàu chiến duy nhất của Hải quân Hoa Kỳ được đặt cái tên này, theo tên Trung úy Hải quân Richard Wayne Suesens (1915–1942), phi công từng phục vụ cùng Liên đội Ném ngư lôi VT-3 trên tàu sân bay Saratoga (CV-3), rồi được tạm thời điều sang tàu sân bay Yorktown (CV-5), đã tử trận trong trận Midway vào ngày 4 tháng 6, 1942 và được truy tặng Huân chương Chữ thập Hải quân. Nó đã phục vụ trong suốt Thế chiến II, được cho ngừng hoạt động sau khi xung đột chấm dứt vào năm 1947, rồi cuối cùng bị bán để tháo dỡ vào năm 1973. Richard W. Suesens được tặng thưởng năm Ngôi sao Chiến trận do thành tích phục vụ trong Thế Chiến II

## Thiết kế và chế tạo
Lớp John C. Butler được thiết kế nhằm đáp ứng nhu cầu một số lượng lớn nhưng rẻ tiền của một kiểu tàu hộ tống chống tàu ngầm để hộ tống các đoàn tàu vận tải vượt đại dương. Chúng có chiều dài chung 306 foot (93,3 m), mạn tàu rộng 36 foot 10 inch (11,2 m) và mớn nước 13 foot 4 inch (4,1 m), trọng lượng choán nước tiêu chuẩn 1.350 tấn Anh (1.372 t), và lên đến 1.745 tấn Anh (1.773 t) khi đầy tải, với một thủy thủ đoàn bao gồm 14 sĩ quan và 201 thủy thủ. Con tàu được vận hành bởi hai turbine hơi nước hộp số Westinghouse; hơi nước được cung cấp bởi hai nồi hơi "D" Express, tạo ra công suất 12.000 mã lực càng (8.900 kW) và cho phép đạt được tốc độ tối đa 24 hải lý trên giờ (44 km/h; 28 mph). Nó có tầm hoạt động 6.000 hải lý (11.000 km; 6.900 mi) ở tốc độ đường trường 12 hải lý trên giờ (22 km/h; 14 mph).
Dàn vũ khí chính bao gồm hai tháp pháo 5-inch/38 caliber đa dụng nòng đơn, được dẫn đường bởi hệ thống điều khiển hỏa lực Mark 51; vũ khí phòng không gồm hai khẩu đội Bofors 40 mm L/60 nòng đôi và mười khẩu Oerlikon 20 mm nòng đơn cũng được dẫn đường bởi hệ thống Mark 51. Ngoài ba ống phóng ngư lôi 21 inch (533 mm), vũ khí chống ngầm bao gồm hai đường ray thả mìn sâu, tám máy phóng mìn sâu K-gun cùng một dàn súng cối chống ngầm Hedgehog. Con tàu được trang bị sonar kiểu QC, radar dò tìm mặt biển SL và radar dò tìm không trung SA.
Richard W. Suesens được đặt lườn tại xưởng tàu của hãng Consolidated Steel Corporation ở Orange, Texas vào ngày 1 tháng 11, 1943. Nó được hạ thủy vào ngày 11 tháng 1, 1944, được đỡ đầu bởi bà Margaret Jean Suesens, vợ góa của Trung úy Suesens, và được cho nhập biên chế cùng Hải quân Hoa Kỳ vào ngày 26 tháng 4, 1944 dưới quyền chỉ huy của Hạm trưởng, Thiếu tá Hải quân Milford McQuilkin.

## Lịch sử hoạt động

### 1944
Sau khi hoàn tất việc chạy thử máy huấn luyện tại khu vực Bermuda và sửa chữa sau chạy thử máy tại Xưởng hải quân Boston, Richard W. Suesens lên đường đi đến khu vực eo biển Long Island vào ngày 29 tháng 6, 1944. Trong đêm đó tại vịnh Buzzards, nó mắc tai nạn va chạm với tàu quét mìn duyên hải USS Valor, khiến Valor bị đắm. Chiếc tàu hộ tống khu trục đã đưa những người sống sót đến Newport, Rhode Island trước khi tiếp tục đi đến New York, và tiếp tục hành trình xuống phía Nam vào ngày 4 tháng 7 trong thành phần Đội hộ tống 69.
Lực lượng đi đến Mayport, Florida rồi băng qua kênh đào Panama, trình diện để phục vụ cùng Hạm đội Thái Bình Dương vào ngày 23 tháng 7 và đi đến San Diego, California vào ngày 2 tháng 8. Từ đây Richard W. Suesens cùng Đội vận chuyển 10 lên đường hướng sang vùng biển Hawaii, đi đến Trân Châu Cảng vào ngày 19 tháng 8. Con tàu tiếp tục huấn luyện cho đến giữa tháng 9, khi nó lên đường hộ tống cho Đoàn tàu PD-89-T đi Eniwetok. Tại đây nó gia nhập Lực lượng Đặc nhiệm 33 trực thuộc Đệ Tam hạm đội vào ngày 22 tháng 9, và lên đường đi sang đảo Manus tám ngày sau đó, nơi nó được điều động sang Đệ Thất hạm đội.
Được phân về Đơn vị Đặc nhiệm 77.4.24, một đội tàu sân bay hộ tống, Richard W. Suesens khởi hành đi Philippines vào ngày 14 tháng 10. Đội đặc nhiệm 77.4 gặp gỡ Đội đặc nhiệm 78.6 trên đường đi hai ngày sau đó, khi máy bay từ tàu sân bay bảo vệ trên không cho các tàu vận tải trong hành trình từ Hollandia, New Guinea đến Leyte. Từ khi diễn ra cuộc đổ bộ đầu tiên vào ngày 20 tháng 10, chiếc tàu hộ tống khu trục luân phiên hoạt động tuần tra bảo vệ và canh phòng máy bay cùng các tàu sân bay.
Khi Đơn vị Đặc nhiệm 77.4.24 giải thể vào ngày 22 tháng 10, Richard W. Suesens cùng sáu tàu sân bay hộ tống, ba tàu khu trục và bốn tàu hộ tống khu trục khác được phân về Đơn vị Đặc nhiệm 77.4.2, để cùng với các đơn vị 77.4.1 và 77.4.3 tuần tra về phía Đông vịnh Leyte. Máy bay của họ đảm nhiệm hỗ trợ trên không cho lực lượng đổ bộ, bay tuần tra chiến đấu trên không (CAP: Combat Air Patrol) trong khu vực, can thiệp vào việc di chuyển lực lượng đối phương cũng như thả tiếp tế cho các đơn vị bộ binh đang tác chiến trên bộ. Được biết đến theo các mã gọi vô tuyến "Taffy 1", "Taffy 2" và "Taffy 3", những đơn vị đặc nhiệm này được phân công các khu vực hoạt động: Taffy 1 ở khu vực Bắc đảo Mindanao, Taffy 2 ở lối ra vào vịnh Leyte, và Taffy 3 ở ngoài khơi đảo Samar.
Trận chiến eo biển Surigao diễn ra vào những giờ đầu tiên của ngày 25 tháng 10, và đến sáng hôm đó bắt đầu hoạt động truy tìm những tàu chiến Nhật Bản còn sống sót đang rút lui. Máy bay của được phân công tìm kiếm trong khi các đơn vị khác tiếp tục hỗ trợ tác chiến và tuần tra. Lúc 06 giờ 45 phút, vô tuyến của Richard W. Suesens bắt được báo cáo của tàu chiến thuộc Taffy 3 cho biệt họ đang bị thiết giáp hạm và tàu tuần dương hạng nặng thuộc Lực lượng Trung tâm Nhật Bản tấn công. Mọi máy bay sẵn có của Taffy 2 đều được tung ra để trợ giúp cho đơn vị bạn khi Trận chiến ngoài khơi Samar tiếp diễn. Đến 07 giờ 20 phút lực lượng đối phương còn cách Taffy 2 khoảng 20 mi (32 km); các tàu hộ tống hình thành nên một hàng rào bảo vệ giữa đội hình vòng tròn của các tàu sân bay hộ tống và lực lượng đối phương đang tiến đến gần. Trong khi đó các tàu sân bay liên tục tiếp nhận các máy bay chiến đấu quay trở về, tái vũ trang và tiếp nhiên liệu cho chúng và tiếp tục tung ra để hỗ trợ cho Taffy 3, giờ đây được thấy rõ trong tầm nhìn.
Trong suốt thời gian của trận chiến, Richard W. Suesens hộ tống để bảo vệ cho Taffy 2. Đến 09 giờ 20 phút lực lượng đối phương chỉ còn cách đơn vị khoảng 12 mi (19 km), và đạn pháo hạng nặng bắt đầu vây quanh các tàu khu trục. Đúng vào lúc này Lực lượng Trung tâm Nhật Bản rút lui khi họ sắp đi đến một mục tiêu dễ dàng: các tàu vận tải đổ bộ đang tập trung tại vịnh Leyte. Cho dù bị thiệt hại nặng, Đội đặc nhiệm 77.4 chuyển sang truy kích đối phương; sau đó họ chuyển sang hoạt động tìm kiếm cứu hộ và tiếp liệu. Chiếc tàu hộ tống khu trục quay trở lại nhiệm vụ hộ tống bảo vệ và canh phòng máy bay cho đến ngày 29 tháng 10. Quay trở về Manus vào ngày 3 tháng 11, nó được sửa chữa và bảo trì trong ba tuần trước khi được điều về Lực lượng Đặc nhiệm 79, lực lượng được tặp trung cho chiến dịch đổ bộ tiếp theo lên Luzon.

### 1945
Vào ngày 31 tháng 12, lực lượng khởi hành từ Seeadler Harbor để hướng đến Philippines. Đến ngày 8 tháng 1, 1945, tàu sân bay hộ tống Kitkun Bay (CVE-71) và tàu tuần dương phụ trợ Australia HMAS Westralia (F95) bị hư hại bởi những đợt không kích tự sát Kamikaze của đối phương, nhưng lực lượng vẫn đi đến vịnh Lingayen vào sáng sớm ngày 9 tháng 1. Đang khi diễn ra cuộc đổ bộ, Richard W. Suesens đã tuần tra tại khu vực vận chuyển, rồi đến ngày 12 tháng 1 đã cứu vớt những người sống sót từ chiếc USS Gilligan, sau khi chiếc tàu hộ tống khu trục chị em bị một máy bay Kamikaze đâm trúng.
Sau khi rút lui về Leyte, Richard W. Suesens lên đường vào ngày 27 tháng 1 để hộ tống các tàu đổ bộ đi sang Nasugbu. Tại đây vào ngày 31 tháng 1, nó đã hỗ trợ hỏa lực cho cuộc đổ bộ để bắt đầu chiến dịch giải phóng Manila. Nó rút lui về Mindoro vào ngày 2 tháng 2, rồi hộ tống các đoàn tàu tiếp liệu đi sang Nasugbu, chứng kiến việc đổ bộ quân nhảy dù xuống Corregidor vào ngày 16 tháng 2, đồng thời di tản thương binh về hậu cứ cho đến ngày 23 tháng 2.
Quay trở lại Leyte, Richard W. Suesens chuẩn bị cho Chiến dịch Iceberg, cuộc đổ bộ tiếp theo lên khu vực quần đảo Ryūkyū. Nó cùng với Lực lượng Tấn công phía Tây lên đường vào ngày 21 tháng 3, và đi đến ngoài khơi Kerama Retto vào ngày 26 tháng 3, nơi nó tuần tra bảo vệ khu vực vận chuyển trong suốt giai đoạn đổ bộ ban đầu. Con tàu tiếp tục hoạt động tuần tra phòng không và chống tàu ngầm tại khu vực thả neo cho đến giữa tháng 4, khi nó chuyển đến khu vực neo đậu tại bãi Hagushi. Đảm nhiệm vai trò cột mốc radar canh phòng và chống tàu ngầm chung quanh khu vực Kerama Retto-Okinawa, nó chịu đựng các cuộc tấn công tự sát hàng đêm, bắn rơi bốn máy bay đối phương và hỗ trợ cho việc tiêu diệt hai chiếc khác trước khi rút lui về Ulithi vào ngày 26 tháng 4.
Sau khi được bảo trì tại Ulithi, Richard W. Suesens phục vụ như cột mốc radar canh phòng tại phía Bắc căn cứ này trong tháng 5, rồi quay trở lại Okinawa vào ngày 27 tháng 5 và hoạt động tại khu vực này cho đến ngày 28 tháng 6, luân phiên nhiệm vụ hộ tống vận tải với vai trò cột mốc canh phòng. Sau khi quay trở lại Leyte, nó gia nhập Đội đặc nhiệm 32.1 và bảo vệ cho hoạt động quét mìn trong biển Hoa Đông từ ngày 1 tháng 7 đến ngày 6 tháng 8 nhằm hỗ trợ cho hoạt động phong tỏa các đảo chính quốc Nhật Bản. Nó quay trở lại Okinawa vào ngày 7 tháng 8, và đang hoạt động hộ tống vận tải tại khu vực này khi Nhật Bản chấp nhận đầu hàng vào ngày 15 tháng 8, giúp chấm dứt vĩnh viễn cuộc xung đột.
Tiếp tục hoạt động hộ tống vận tải tại khu vực Viễn Đông cho đến cuối tháng 9, Richard W. Suesens từng có chuyến đi sang Jinsen, Triều Tiên, rồi lên đường vào ngày 22 tháng 9 để đi sang Nhật Bản nhằm hỗ trợ cho hoạt động của lực lượng chiếm đóng tại khu vực Wakayama trong suốt tháng 10. Nó lên đường vào ngày 1 tháng 11 để quay trở về Hoa Kỳ, và về đến San Diego vào ngày 21 tháng 11.
Richard W. Suesens được đưa về Hạm đội Dự bị Thái Bình Dương vào tháng 3, 1946, và được cho xuất biên chế vào ngày 15 tháng 1, 1947, neo đậu cùng Đội San Diego và sau đó được chuyển đến Stockton, California. Tên nó được cho rút khỏi danh sách Đăng bạ Hải quân vào ngày 15 tháng 3, 1972, và con tàu bị bán cho hãng National Metal and Steel Corp, tại Terminal Island, California để tháo dỡ vào ngày 13 tháng 6, 1973.

## Phần thưởng
Richard W. Suesens được tặng thưởng năm Ngôi sao Chiến trận do thành tích phục vụ trong Thế Chiến II.
|  |  | Silver star |
|  |  | Bronze star |

| Dãi băng Hoạt động Tác chiến (truy tặng) | Huân chương Chiến dịch Hoa Kỳ           | Huân chương Chiến dịch Châu Á-Thái Bình Dương với 5 Ngôi sao Chiến trận |
| Huân chương Chiến thắng Thế Chiến II     | Huân chương Phục vụ Chiếm đóng Hải quân | Huân chương Giải phóng Philippine với 1 Ngôi sao Chiến trận             |